# Comtat de Chester (Pennsilvània)
El comtat de Chester (Tscheschter Kaundi en alemany pennsilvanià, Chester County en anglès), col·loquialment conegut com Chesco, és un comtat de la Commonwealth de Pennsilvània. Aquesta divisió administrativa és a la regió de la Vall del Delaware, a la part sud-est de l'estat. D'acord al cens del 2020 tenia una població de 545.823 habitants. augmentant un 7,1% des de 498.886 el 2010.  La seu del comtat és a West Chester. El més poblat dels 73 municipis del comtat, incloent ciutats, boroughs i townships, és el township de Tredyffrin. Els boroughs més poblats són West Chester i Phoenixville. Coatesville és l'única municipalitat del comtat classificada com a ciutat.
El comtat de Chester fou un dels tres comtats primigenis de Pennsilvània creats per William Penn el 1682. Rebé el nom del comtat anglès de Chester. Forma part de l'àrea estadística metropolitana de Filadèlfia - Camden - Wilmington, PA - NJ - DE - MD. Juntament amb el sud-oest del comtat de Delaware i el sud del comtat de Montgomery, l'est del comtat de Chester és la llar de moltes comunitats que formen part dels suburbis occidentals de la Philadelphia Main Line.
Al 2020 el comtat tenia la mitjana d'ingressos familiars més alta de Pennsilvània i el 35è més alt de la nació.

## Història

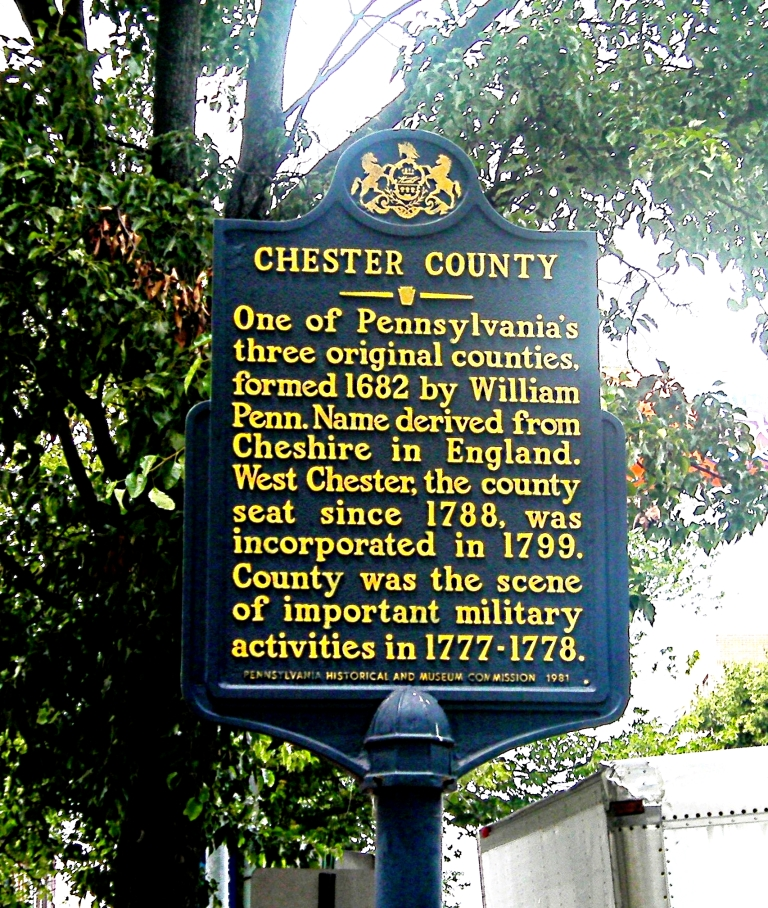
Cartell que explica els orígens del comtat de Chester

Filadèlfia, Bucks i Chester foren els tres comtats creats per William Penn el 24 d'agost de 1682 a la província de Pennsilvània de l'època colonial.
En aquell moment el comtat de Chester limitava amb el comtat de Filadèlfia al nord, el marge occidental mal definit de la colònia, situat més o menys al riu Susquehanna a l'oest, el riu Delaware a l'est i Delaware i Maryland al sud. El comtat de Chester substituí la porció de Pennsilvània de les terres altes dels Nous Països Baixos a Nova York, que fou oficialment eliminat quan el 4 de març del 1681 es creà Pennsilvània, i deixà d'existir el juny d'aquell any. Gran part del Welsh Tract era a l'est del comtat de Chester, i continuen predominant-hi topònims gal·lesos, posats pels primers colons.
El quart comtat de l'estat, el comtat de Lancaster, es formà a partir del comtat de Chester el 10 de maig del 1729. L'11 de març del 1752, el comtat de Berks es formà a partir de la part nord del comtat de Chester i parts dels comtats de Lancaster i Filadèlfia.
La seu original del comtat de Chester fou la ciutat de Chester, un centre de construcció naval, a l'extrem oriental del comtat. Per tal d'acomodar l'augment de la població en l'oest del comtat, la seu del comtat fou traslladada a un lloc més cèntric el 1788; per tal de calmar la part oriental del comtat, el poble, conegut com Turk's Head, fou rebatejat com a West Chester . En resposta a la nova ubicació de la seu del comtat, s'escindí la part oriental del comtat per a formar el nou comtat de Delaware el 1789 fent de la ciutat de Chester seu d'aquest comtat.

### Crisi dels opioides
Tant el 2018 com el 2019 disminuïren les morts per sobredosi de drogues al comtat de Chester. De les 104 sobredosis registrades pels forenses, s'estima que en el 77 % estava implicada la presència de fentanil. Una de les raons de la reducció de les morts per sobredosi va ser "la saturació a tot el comtat de Narcan, l'esprai nasal anti-opioide que pot reviure algú que pateix una sobredosi". El 2019 qualsevol resident del comtat de Chester podia obtenir una dosi gratuïta de Narcan assistint a formacions comunitàries que es feien arreu del comtat.

## Geografia
D'acord a l'Oficina del Cens el comtat té una superfície de 759 milles quadrades (1,970 km2), de les quals 751 milles quadrades (1,950 km2) son terra ferma i 8.7 milles quadrades (23 km2)   (1,1%) son cobertes per les aigües. La topografia està formada per turons i valls i forma part de la regió coneguda com el Piemont .
Entre les conques hidrogràfiques del comtat de Chester hi ha les dels rierols (creeks) d'Octoraro, Brandywine i Chester, i el riu Schuylkill. Molts dels sòls són fèrtils i rics en margues de fins a vint-i-quatre polzades de gruix; juntament amb el clima temperat, aquesta fou durant molt de temps una important zona agrícola.
El comtat de Chester és l'únic comtat que limita alhora amb Delaware i Maryland.
El comtat de Chester té quatre estacions diferents i té un clima continental humit d'estiu (Dfa), llevat algunes terres baixes del sud i zones al llarg del riu Schuylkill que tenen un clima subtropical humit (Cfa). La zona de resistència 7a, excepte la 7b, prop del Brandywine Creek al township de Birmingham.

### Comtats adjacents
- Comtat de Berks (nord)
- Comtat de Montgomery (nord-est)
- Comtat de Delaware (est)
- Comtat de New Castle, Delaware (sud-est)

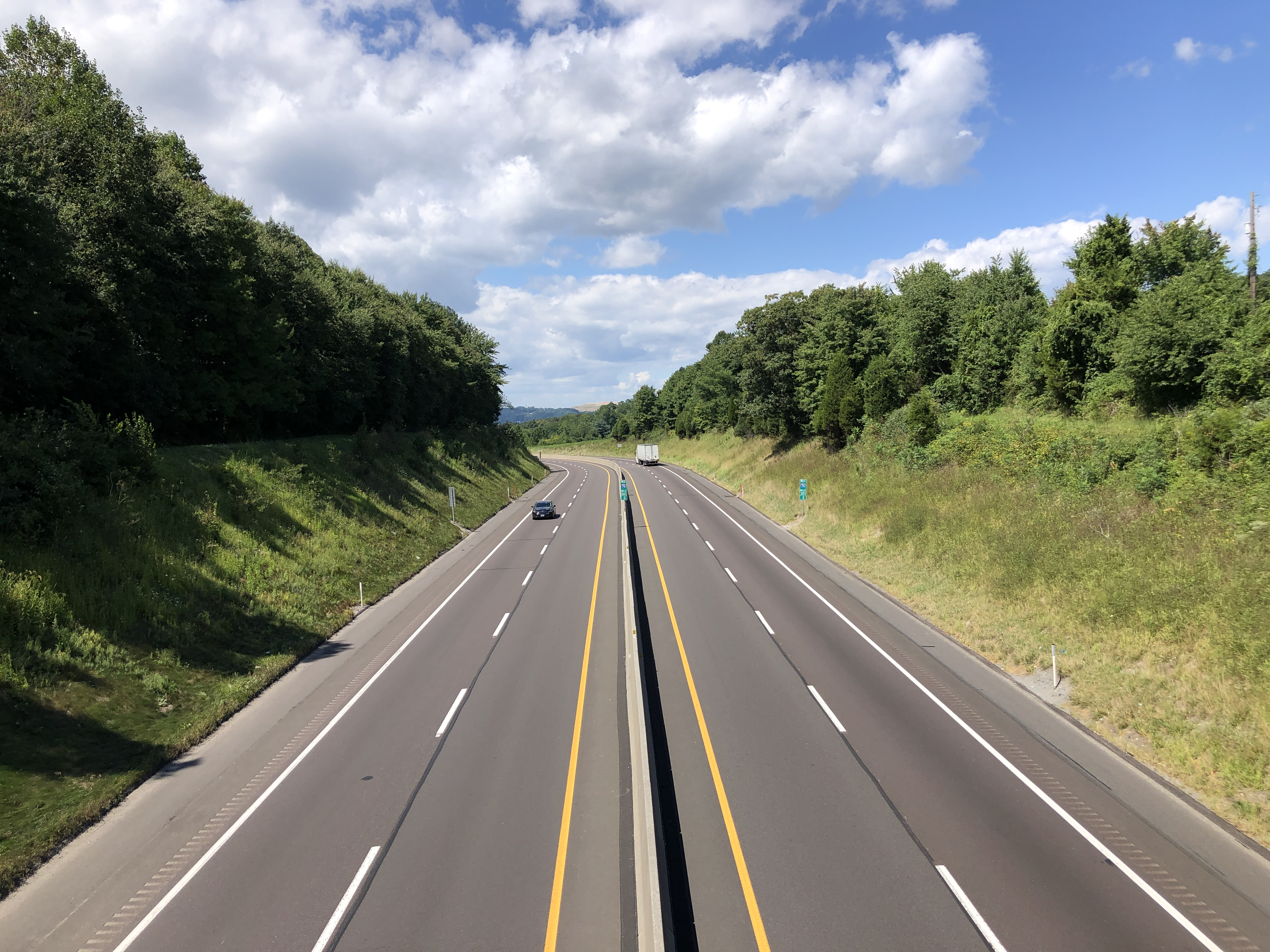
la carretera interestatal I-76 / Pennsylvania Turnpike en direcció oest al comtat de Chester

- Comtat de Cecil, Maryland (sud)
- Comtat de Lancaster (oest)

### Entitats de població

Mapa polític del comtat de Chester mostrant les ciutats (en groc), els boroughs (en vermell), els townships (en blanc) i els llocs designats pel cens (en blau)

Segons la llei de Pennsilvània, hi ha quatre tipus de municipis incorporats: ciutats, boroughs, townships i, com a màxim, dos casos, towns. L'oficina de correus utilitza noms de comunitats i límits que normalment no corresponen als townships, i normalment només tenen els mateixos noms que les municipalitats pel que fa a les ciutats i els boroughs. Els noms utilitzats per l'oficina de correus solen ser emprats pels residents per a descriure on viuen. Les següents ciutats, districtes i municipis es troben al comtat de Chester:
Ciutat
- Coatesville

Boroughs
- Atglen
- Avondale
- Downingtown
- Elverson
- Honey Brook
- Kennett Square
- Malvern
- Modena
- Oxford
- Parkesburg
- Phoenixville
- South Coatesville
- Spring City
- West Chester (seu del comtat)
- West Grove

Townships
- Birmingham
- Caln
- Charlestown
- East Bradford
- East Brandywine
- East Caln
- East Coventry
- East Fallowfield
- East Goshen
- East Marlborough
- East Nantmeal
- East Nottingham
- East Pikeland
- East Vincent
- East Whiteland
- Easttown
- Elk
- Franklin
- Highland
- Honey Brook
- Kennett
- London Britain
- London Grove
- Londonderry
- Lower Oxford
- New Garden
- New London
- Newlin
- North Coventry
- Penn
- Pennsbury
- Pocopson
- Sadsbury
- Schuylkill
- South Coventry
- Thornbury
- Tredyffrin
- Upper Oxford
- Upper Uwchlan
- Uwchlan
- Valley
- Wallace
- Warwick
- West Bradford
- West Brandywine
- West Caln
- West Fallowfield
- West Goshen
- West Marlborough
- West Nantmeal
- West Nottingham
- West Pikeland
- West Sadsbury
- West Vincent
- West Whiteland
- Westtown
- Willistown

Llocs designats pel cens
Els llocs designats pel cens són comunitats no incorporades designades per l'Oficina del Cens amb l'objectiu de recopilar dades demogràfiques. No són jurisdiccions reals segons la llei de Pennsilvània.
- Berwyn
- Caln
- Cambridge (principalment al comtat de Lancaster)
- Chadds Ford (parcialment al comtat de Delaware)
- Chesterbrook
- Cheyney (parcialment al comtat de Delaware)
- Cochranville
- Devon
- Dilworthtown (parcialment al comtat de Delaware)
- Eagle
- Eagleview
- Exton
- Frazer
- Glenmoore
- Hamorton
- Hayti
- Kenilworth
- Kimberton
- Lincoln University
- Lionville
- Marshallton
- Nottingham
- Paoli
- Pomeroy
- Pughtown
- Sadsburyville
- South Pottstown
- Thorndale
- Toughkenamon
- Unionville
- Westwood

Altres comunitats no incorporades
- Birchrunville
- Black Horse
- Brandamore
- Bucktown
- Byers Station
- Cedarville
- Chatham
- Chester Springs
- Chesterville
- Compass
- Coventryville
- Cromby
- Darlington Corners
- Daylesford
- Devault
- Doe Run
- Dorlan
- Embreeville
- Ercildoun
- Faggs Manor
- Glenloch
- Goshenville
- Hallman
- Harmonyville
- Hayesville
- Hephzibah
- Hickory Hill
- Hiestand
- Homeville
- Hopewell
- Humphreyville
- Icedale
- Ironsides
- Isabella
- Jennersville
- Kaolin
- Kelton
- Kemblesville
- Knauertown
- Landenberg
- Lenape
- Lewisville
- London Grove
- Longwood
- Lower Hopewell
- Ludwigs Corner
- Lyndell
- Mendenhall
- Milford Mills
- Mortonville
- Morstein
- Nantmeal Village
- Northbrook
- Parker Ford
- Pocopson
- Russellville
- Saint Peters
- Siousca
- Springdell
- Steelville
- Strafford
- Strickersville
- Sugartown
- Suplee
- Valley Forge
- Wagontown
- Warwick
- West Goshen
- Whitford
- Willowdale
- Yellow Springs

## Economia i medi ambient
L'empresa Lanchester Landfill, a la frontera dels comtats de Chester i Lancaster, captura metà que es ven per a crèdits de gas natural renovable i es distribueix a set empreses locals. Això redueix les emissions de metà del comtat i proporciona una alternativa al fracking per al gas d'esquist . Val a dir que The Vanguard Group té la seu al comtat.

## Demografia
Segons el cens de 2010 la població del comtat tenia un perfil racial d'un 82,1% blanc no hispà, un 6,1% de negres o afroamericans, un 0,2% americà o nadiu d'Alaska, un 3,9% asiàtic, un 1,8% eren de dues o més races i un 2,4% eren d'altres races. El 6,5% de la població era hispana o llatina.
D'acord al cens del 2000 al comtat hi havia 433.501 persones, 157.905 llars i 113.375 famílies, resultant una densitat de població de 573 habitants per milla quadrada (221/km2). Hi havia 163.773 habitatges amb una densitat mitjana de 84 hab./km² (217 hab./milla quadrada). El perfil racial del comtat era d'un 89,21% de blancs, un 6,24% de negres o afroamericans, un 0,15% de nadius americans, un 1,95% d'asiàtics, un 0,03% d'illencs del Pacífic, un 1,35% d'altres races i un 1,06% de dues o més races. El 3,72% de la població era hispana o llatina de qualsevol raça. El 18,0% eren d'ascendència irlandesa, el 17,3% alemanya, el 13,1% italiana, el 10,1% anglesa i el 5,6% nord-americana . El 91,4% tenien l'anglès com a llengua materna i en el 3,7% era l'espanyol.
Dels 157.905 habitatges en un 35,10% hi vivien menors de 18 anys, en un 60,50% hi vivien parelles casades, en un 8,10% hi vivien dones solteres i un 28,20% no eren famílies. En el 22,60% dels habitatges només hi vivia una persona, el 7,60% de les quals corresponia a persones de 65 anys o més. A cada habitatge, de mitjana, hi vivien 2,65 persones, ascendint a 3,15 en el cas dels habitatges ocupats per famílies.
Al comtat la població es repartia en les següents classes etàries: el 26,20% eren menors de 18 anys, un 7,90% entre 18 i 24, un 30,40% entre 25 i 44, un 23,80% entre 45 i 60 i un 11,70% 65 anys o més. La mitjana d'edat era de 37 anys. Per cada 100 dones hi havia 96,40 homes. Per cada 100 dones de 18 o més anys hi havia 93,10 homes.
L'ingrés medià d'una llar del comtat era de 65.295 $ i els ingressos medians d'una família era de 76.916 $ (aquestes xifres havien augmentat a 80.818 $ i 97.894 $ respectivament segons una estimació del 2007). Els homes tenien una renda mediana de 51.223 $ mentre que la de les dones era de 34.854 $. La renda per capita del comtat era de 31.627 $. Un 3,10% de les famílies i el 5,20% de la població estaven per davall del llindar de pobresa, entre ells el 5,10% dels menors de 18 anys i el 5,50% dels 65 o més.

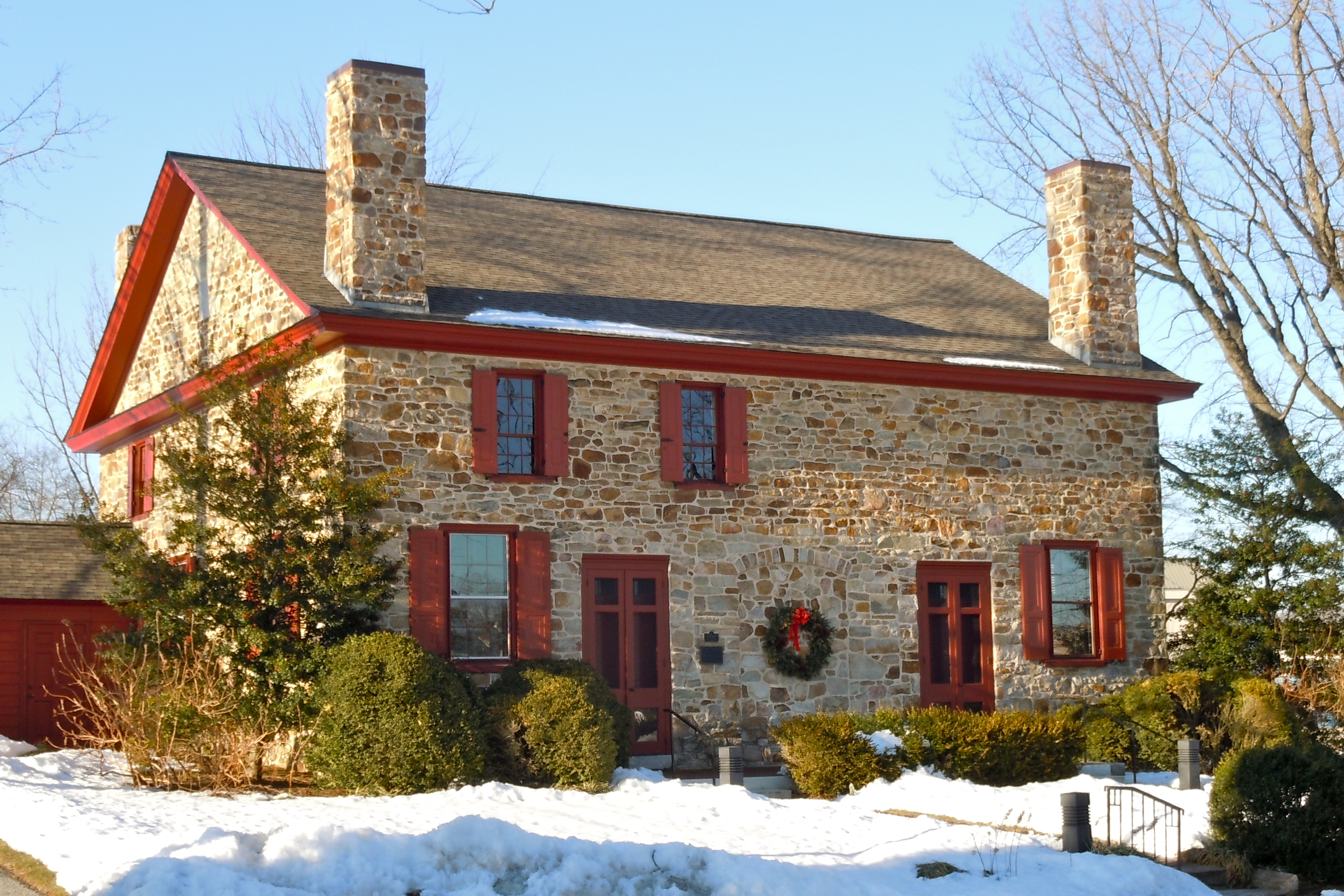
Uwchlan Meetinghouse al township d'Uwchlan

### Cens del 2020
| carrera                  | Núm.    | Perc.  |
| ------------------------ | ------- | ------ |
| Blanc (NH)               | 405.476 | 75,87% |
| Negre o afroamericà (NH) | 28.391  | 5,31%  |
| Nadiu americà (NH)       | 532     | 0,1%   |
| asiàtic (NH)             | 35.143  | 6,62%  |
| Illenc del Pacífic (NH)  | 119     | 0,02%  |
| Altres/Mixt (NH)         | 21.210  | 4%     |
| hispà o llatí            | 43.542  | 8,15%  |

### Rànquing de població
La classificació de població de la taula següent es basa en el cens de 2020 del comtat de Chester.
† seu del comtat
| Posició | Nom                                              | Tipus d'entitat de població | Habitants (cens del 2020) |
| ------- | ------------------------------------------------ | --------------------------- | ------------------------- |
| 1       | Tredyffrin                                       | Township                    | 31.927                    |
| 2       | West Goshen                                      | Township                    | 23.040                    |
| 3       | West Whiteland                                   | Township                    | 19.632                    |
| 4       | Uwchlan                                          | Township                    | 19.161                    |
| 5       | West Chester †                                   | Borough                     | 18.671                    |
| 6       | Phoenixville                                     | Borough                     | 18.602                    |
| 7       | East Goshen                                      | Township                    | 18.410                    |
| 8       | Caln                                             | Township                    | 14.432                    |
| 9       | West Bradford                                    | Township                    | 14.316                    |
| 10      | East Whiteland                                   | Township                    | 13.917                    |
| 11      | Coatesville                                      | City                        | 13.350                    |
| 12      | Upper Uwchlan                                    | Township                    | 12.275                    |
| 13      | New Garden                                       | Township                    | 11.363                    |
| 14      | Willistown                                       | Township                    | 11.273                    |
| 15      | Westtown                                         | Township                    | 11.154                    |
| 16      | Easttown                                         | Township                    | 10.984                    |
| 17      | East Bradford                                    | Township                    | 10.339                    |
| 18      | East Brandywine                                  | Township                    | 9.738                     |
| 19      | East Nottingham                                  | Township                    | 8.982                     |
| 20      | West Caln                                        | Township                    | 8.910                     |
| 21      | London Grove                                     | Township                    | 8.797                     |
| 22      | Schuylkill                                       | Township                    | 8.780                     |
| 23      | North Coventry                                   | Township                    | 8.441                     |
| 24      | Kennett                                          | Township                    | 8.289                     |
| 25      | Honey Brook                                      | Township                    | 8.274                     |
| 26      | East Pikeland                                    | Township                    | 8.260                     |
| 27      | Valley                                           | Township                    | 7.985                     |
| 28      | Downingtown                                      | Borough                     | 7.892                     |
| 29      | East Fallowfield                                 | Township                    | 7.626                     |
| 30      | East Vincent                                     | Township                    | 7.433                     |
| 31      | West Brandywine                                  | Township                    | 7.331                     |
| 32      | East Marlborough                                 | Township                    | 7.306                     |
| 33      | East Coventry                                    | Township                    | 7.068                     |
| 34      | West Vincent                                     | Township                    | 6.668                     |
| 35      | Lionville                                        | CDP                         | 6.582                     |
| 36      | Paoli                                            | CDP                         | 6.002                     |
| 37      | Charlestown                                      | Township                    | 6.001                     |
| 38      | Kennett Square                                   | Borough                     | 5.936                     |
| 39      | New London                                       | Township                    | 5.810                     |
| 40      | Oxford                                           | Borough                     | 5.736                     |
| 41      | Penn                                             | Township                    | 5.644                     |
| 42      | Exton                                            | CDP                         | 5.622                     |
| 43      | Chesterbrook                                     | CDP                         | 5.610                     |
| 44      | Lower Oxford                                     | Township                    | 5.420                     |
| 45      | East Caln                                        | Township                    | 5.384                     |
| 46      | Pocopson                                         | Township                    | 4.455                     |
| 47      | Franklin                                         | Township                    | 4.433                     |
| 48      | Sadsbury                                         | Township                    | 4.125                     |
| 49      | Birmingham                                       | Township                    | 4.085                     |
| 50      | West Pikeland                                    | Township                    | 4.024                     |
| 51      | Pennsbury                                        | Township                    | 3.876                     |
| 52      | Parkesburg                                       | Borough                     | 3.862                     |
| 53      | Berwyn                                           | CDP                         | 3.775                     |
| 54      | Wallace                                          | Township                    | 3.711                     |
| 55      | Thorndale                                        | CDP                         | 3.669                     |
| 56      | Frazer                                           | CDP                         | 3.635                     |
| 57      | Spring City                                      | Borough                     | 3.494                     |
| 58      | Malvern                                          | Borough                     | 3.419                     |
| 59      | London Britain                                   | Township                    | 3.179                     |
| 60      | Thornbury                                        | Township                    | 3.177                     |
| 61      | Hayti                                            | CDP                         | 2.890                     |
| 62      | South Coventry                                   | Township                    | 2.796                     |
| 63      | West Grove                                       | Borough                     | 2.770                     |
| 64      | West Nottingham                                  | Township                    | 2.764                     |
| 65      | Warwick                                          | Township                    | 2.590                     |
| 66      | Upper Oxford                                     | Township                    | 2.560                     |
| 67      | Londonderry                                      | Township                    | 2.476                     |
| 68      | West Fallowfield                                 | Township                    | 2.459                     |
| 69      | West Sadsbury                                    | Township                    | 2.436                     |
| 70      | West Nantmeal                                    | Township                    | 2.251                     |
| 71      | Eagleview                                        | CDP                         | 2.193                     |
| 72      | South Pottstown                                  | CDP                         | 2.150                     |
| 73      | Kenilworth                                       | CDP                         | 2.148                     |
| 74      | Honey Brook                                      | Borough                     | 1.892                     |
| 75      | East Nantmeal                                    | Township                    | 1.832                     |
| 76      | Lincoln University                               | CDP                         | 1.739                     |
| 77      | Elk                                              | Township                    | 1.698                     |
| 78      | South Coatesville                                | Borough                     | 1.601                     |
| 79      | Devon                                            | CDP                         | 1.580                     |
| 80      | Caln                                             | CDP                         | 1.494                     |
| 81      | Chadds Ford (parcialment al comtat de Delaware)  | CDP                         | 1.476                     |
| 82      | Newlin                                           | Township                    | 1.358                     |
| 83      | Elverson                                         | Borough                     | 1.330                     |
| 84      | Atglen                                           | Borough                     | 1.313                     |
| 85      | Toughkenamon                                     | CDP                         | 1.297                     |
| 86      | Avondale                                         | Borough                     | 1.274                     |
| 87      | Nottingham                                       | CDP                         | 1.260                     |
| 88      | Highland                                         | Township                    | 1.259                     |
| 89      | Dilworthtown (parcialment al comtat de Delaware) | CDP                         | 1.150                     |
| 90      | Pomeroy                                          | CDP                         | 1.085                     |
| 91      | Westwood                                         | CDP                         | 1.003                     |
| 92      | Sadsburyville                                    | CDP                         | 1.001                     |
| 93      | Glenmoore                                        | CDP                         | 872                       |
| 94      | Pughtown                                         | CDP                         | 849                       |
| 95      | West Marlborough                                 | Township                    | 819                       |
| 96      | Cochranville                                     | CDP                         | 631                       |
| 97      | Unionville                                       | CDP                         | 577                       |
| 98      | Kimberton                                        | CDP                         | 568                       |
| 99      | Cheyney (parcialment al comtat de Delaware)      | CDP                         | 565                       |
| 100     | Modena                                           | Borough                     | 541                       |
| 101     | Marshallton                                      | CDP                         | 500                       |
| 102     | Eagle                                            | CDP                         | 498                       |
| 103     | Hamorton                                         | CDP                         | 179                       |

## Govern
El comtat de Chester és administrat per una Junta de Comissionats Board of Commissioners de tres persones que gaudeixen de mandats de quatre anys. Les eleccions es fan els anys senars que precedeixen a les eleccions presidencials dels Estats Units. Els comissionats tenen autoritat selectiva per a l'elaboració de polítiques per oferir determinats serveis i instal·lacions locals a tot el comtat. En conseqüència, els comissionats són els responsables de la gestió de les funcions fiscals i administratives del comtat. Al 2023 els demòcrates tenien la majoria a la junta, amb els comissaris Josh Maxwell i Marian Moskowitz en dos dels tres escons. La llei del comtat exigeix que el partit minoritari estigui representat amb un escó, que per a aquest mandat està ocupat per Eric Roe del Partit Republicà.

## Educació
Els districtes escolars inclouen:
- Avon Grove School District
- Coatesville Area School District
- Downingtown Area School District
- Great Valley School District

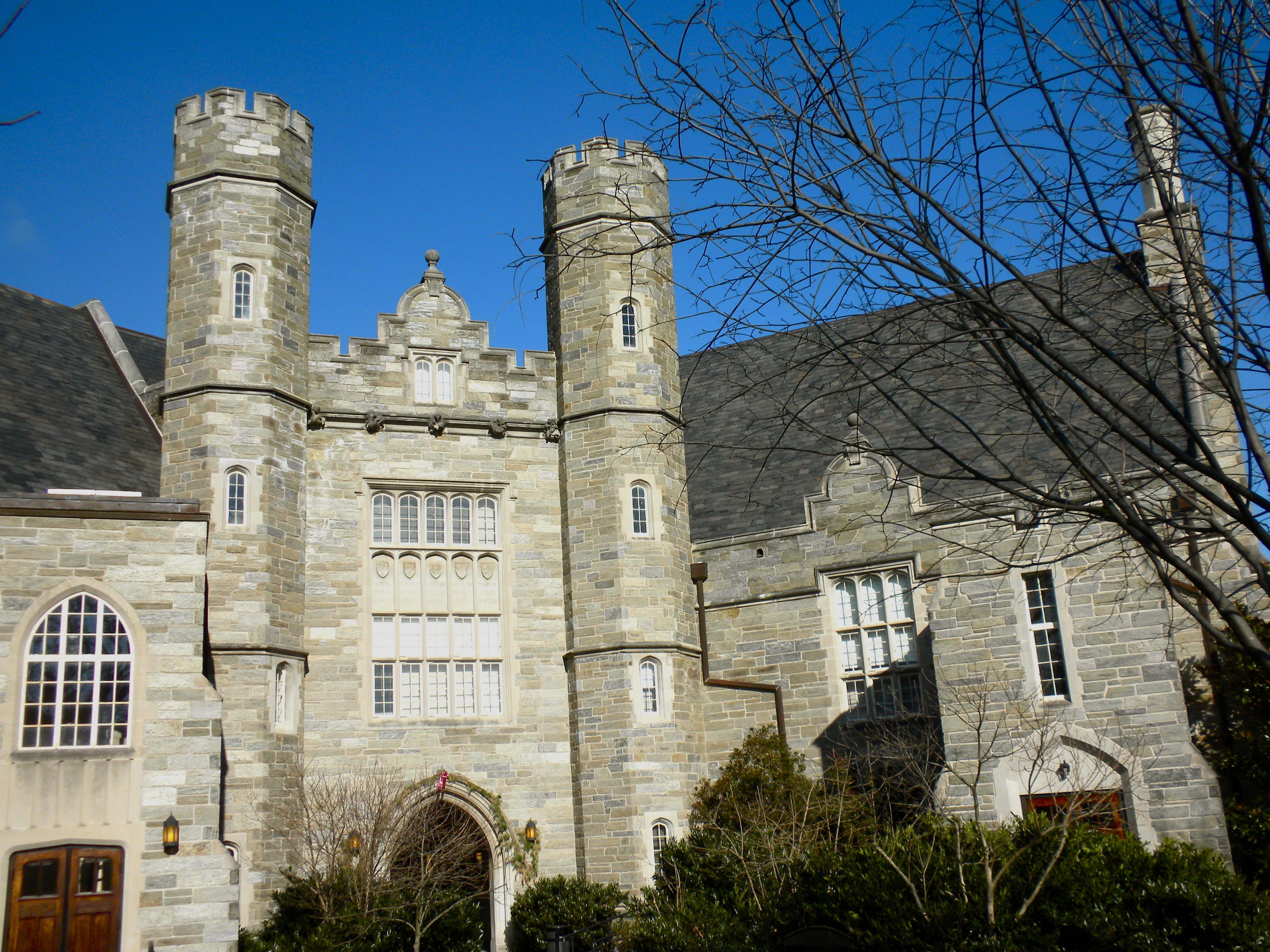
Philips Memorial Building a la Universitat de West Chester

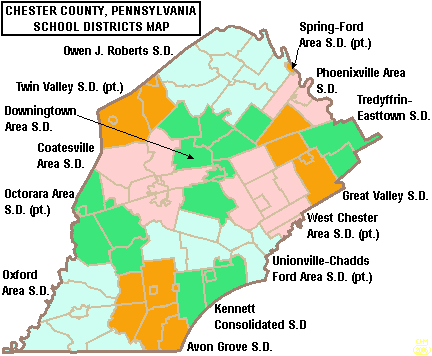
Mapa amb els districtes escolars públics del comtat de Chester

- Kennett Consolidated School District
- Octorara Area School District
- Owen J. Roberts School District
- Oxford Area School District
- Phoenixville Area School District
- Spring-Ford Area School District
- Tredyffrin/Easttown School District
- Twin Valley School District
- Unionville-Chadds Ford School District
- West Chester Area School District

També hi ha escoles privades entre elles:
- Center for Arts and Technology (administrat per la Unitat Intermèdia del Comtat de Chester)[22]
- Delaware Valley Friends School[23]
- Fairville Friends School[24] (Chadds Ford, Pennsilvània)
- Goshen Friends School[25] (West Chester, Pennsilvània)
- Kimberton Waldorf School[26] (Kimberton, Pennsilvània)
- The Concept School - 6è a 12è grau[27]
- Upland Country Day School (UCDS) - Pre-K a 9è grau[28]
- West-Mont Christian Academy[29]
- West Chester Friends School[30]
- Windsor Christian Academy : de K a 6è[31]
- Windsor Christian Preschool[32]
- Regina Luminis Academy[33]

## Eleccions
El 18 de novembre de 2024 hi havia 396.404 votants registrats al comtat de Chester.

Resultats a les eleccions presidencials dels Estats Units de 2024 al comtat de Chester
Harris—70-80%
Harris—60-70%
Harris—50-60%
Harris—<50%
Trump—50-60%
Trump—60-70%
Trump—70-80%

Chester ha sigut un comtat tradicionalment republicà. Després de decantar-se cap a la candidatura demòcrata de James Buchanan, originari de Pennsilvània, el 1856; només ho feu tres cops en els següents 160 anys: el 1912, el 1964 i el 2008. En les eleccions del 2024, però, es decantà a la candidatura demòcrata, encara que no tan aclaparadorament com els seus comtats de Main Line de Montgomery i Delaware. Continua sent el més conservador d'aquests tres.
L'any 2000 George Bush va derrotar Al Gore al comtat per un marge del 10%, tanmateix, el 2004 John Kerry reduí el marge respecte a Bush fins a només un 4,5%. El 2008 el comtat de Chester un 9% dels votants van triar la candidatura de Barack Obama un 9%. El 2012 els votants del comtat es decantaren pel candidat republicà a la presidència Mitt Romney, amb un marge molt petit del 0,2% (mig miler de vots).
El 2016, tot i que Pennsilvània votà per un candidat presidencial republicà per primer cop des del 1988, a Chester augmentà el vot demòcrata respecte el 2012, quan la candidatura de Clinton vencé a Trump per més de 25.000 vots (9,4 punts percentuals); un canvi de 9,2 punts percentuals respecte al 2012. Els dos únics guanyadors a tot l'estat el 2016 que s'endugueren el comtat de Chester foren el senador nord-americà Pat Toomey (R) i el Tresorer de l'estat de Pennsilvània Joe Torsella (D). Els candidats republicans John Brown i John Rafferty van guanyar el comtat de Chester, cap dels dos pogueren guanyar les eleccions a Auditor General i el Fiscal General, respectivament (Rafferty, un senador estatal el districte del qual inclou el nord del comtat de Chester, va guanyà les eleccions als llocs per un petit marge de 50 vots ). En les eleccions del 2020, el percentatge de vots per a Trump fou el més baix de qualsevol candidat republicà des del 1912. Un canvi tan important al comtat fou un factor clau en l'èxit de Biden a l'hora de guanya Pennsilvània al bàndol demòcrata. Tot i que Trump recuperà un xic de terreny el 2024, recuperant Pennsilvània; tot i que perdé el comtat per 14 punts davant Kamala Harris tot i igualar la seva actuació del 2016.
El 8 de novembre de 2017, els demòcrates van fer incursions històriques al comtat de Chester guanyant els seus primers seients a càrrecs electes (row offices) del comtat de la història, recollint quatre seients. El 5 de novembre de 2019 els demòcrates van escombrar les eleccions dels row offices de Chester assolint la majoria al Board of Commissioners, essent el primer cop en la història del comtat. Tant a les eleccions del 2021 com del 2023, els demòcrates van tornar a guanyar els row offices de la fila del comtat, a més de conservar la seva majoria al Board of Commissioners.
| Any  | Partit Republicà | Partit Demòcrata | Partit Llibertari | Green Party | Altres       |
| ---- | ---------------- | ---------------- | ----------------- | ----------- | ------------ |
| 2022 | 35,9% 92.585     | 62,3% 160.793    | 1,1% 2.713        |             |              |
| 2018 | 37,2% 87.873     | 61,3% 145.212    | 1,0% 2.448        | 0,5% 1.242  |              |
| 2014 | 48,2% 75.097     | 51,8% 80.701     |                   |             |              |
| 2010 | 56,0% 97.112     | 44,0% 76.440     |                   |             |              |
| 2006 | 34,9% 60.437     | 65,2% 112.960    |                   |             |              |
| 2002 | 41,1% 58.669     | 57,4% 81.996     | 0,8% 1.159        | 0,7% 990    |              |
| 1998 | 67,6% 68.572     | 21,0% 21.337     |                   |             | 11,3% 11.500 |
| 1994 | 53,1% 61.890     | 29,7% 34.652     |                   |             | 17,2% 20.019 |
| 1990 | 47,5% 44,262     | 52,5% 48.935     |                   |             |              |

## Persones notables
- Samuel Barber (1910–1981), un dels compositors més celebrats del segle XX
- Daniel Garrison Brinton (1837–1899), metge i etnòleg nascut a Thornbury
- Isaac Israel Hayes (1832–1881), metge i explorador de l'Àrtida nascut al comtat
- Bam Margera (nascut el 1979), skateboarder, professional i celebritat televisiva
- Bayard Rustin (1912–1987), líder per la defensa dels drets civils, guardonat pòstumament amb la Medalla Presidencial de la Llibertat
- M. Night Shyamalan (nascut el 1970), director de cinema resident al comtat.[41]
- Miles Teller (nascut el 1987), actor
- Andrew Wyeth (1917–2009), artista